# Stopplaats Spierdijk
Stopplaats Spierdijk (geografische afkorting Spi) is een voormalige stopplaats aan de spoorlijn Alkmaar - Hoorn. De stopplaats was geopend van 1 oktober 1898 tot 24 november 1940. De wachtpost uit 1900 werd in 1963 gesloopt.